# Iberolacerta martinezricai
Iberolacerta martinezricai  (лат.) — вид ящериц из семейства настоящих ящериц.
Максимальная длина тела взрослых самцов составляет 70 мм, хвост примерно в два раза длиннее. Самки немного меньше, туловище значительно стройнее, с более узкой головой. Окраска тела от коричневого до серо-коричневого цвета всех возможных оттенков. Рисунок самца состоит из мозаики тёмных пятен на светлом фоне. Боковые стороны зелёные, спина как и у самок коричневого цвета.
Питается насекомыми, пауками и другими членистоногими.
После периода спячки с конца сентября до конца апреля, в июне-июле начинается сезон размножения. Вид яйцекладущий. О количестве яиц в кладке и инкубационном периоде подробная информация отсутствует.
Вид обитает на свободной от растительности территории, такой как скалы и осыпи склонов на высоте от 840 до 1730 метров над уровнем моря.
Вид является эндемиком западной части центральной Испании. Встречается в горах Сьерра-де-Франсия в провинции Саламанка.